# هاخنبورغ
هَخِنبُرغ (بالألمانية: Hachenburg) (نقحرة: هاخنبورغ) هي بلدة ألمانية تقع في ألمانيا في راينلند بالاتينات.

## أعلام
- يوهانيس ران